# 377. podporna brigada (ZDA)
377. podporna brigada (izvirno angleško 377th Support Brigade) je bila podporna brigada Kopenske vojske Združenih držav Amerike.

## Zgodovina
Brigada je bila leta 1980 preoblikovana v 167. podporno poveljstvo.

## Odlikovanja
- Meritorious Unit Commendation